# Neuville-aux-Bois

Neuville-aux-Bois este o comună în departamentul Loiret din centrul Franței. În 1 ianuarie 2022 avea o populație de 4.984 de locuitori.